# Charłupia Mała
Charłupia Mała is een plaats in het Poolse district  Sieradzki, woiwodschap Łódź. De plaats maakt deel uit van de gemeente Sieradz en telt 680 inwoners.